# Notolomatia punctifrons
Notolomatia punctifrons är en tvåvingeart som först beskrevs av Mario Bezzi 1924.  Notolomatia punctifrons ingår i släktet Notolomatia och familjen svävflugor. Inga underarter finns listade i Catalogue of Life.